# Phatepur
Phatepur (nepalski: फत्तेपुर) – gaun wikas samiti w zachodniej części Nepalu w strefie Bheri w dystrykcie Banke. Według nepalskiego spisu powszechnego z 2001 roku liczył on 2087 gospodarstw domowych i 14830 mieszkańców (7242 kobiet i 7588 mężczyzn).